# Escasez de trabajadores

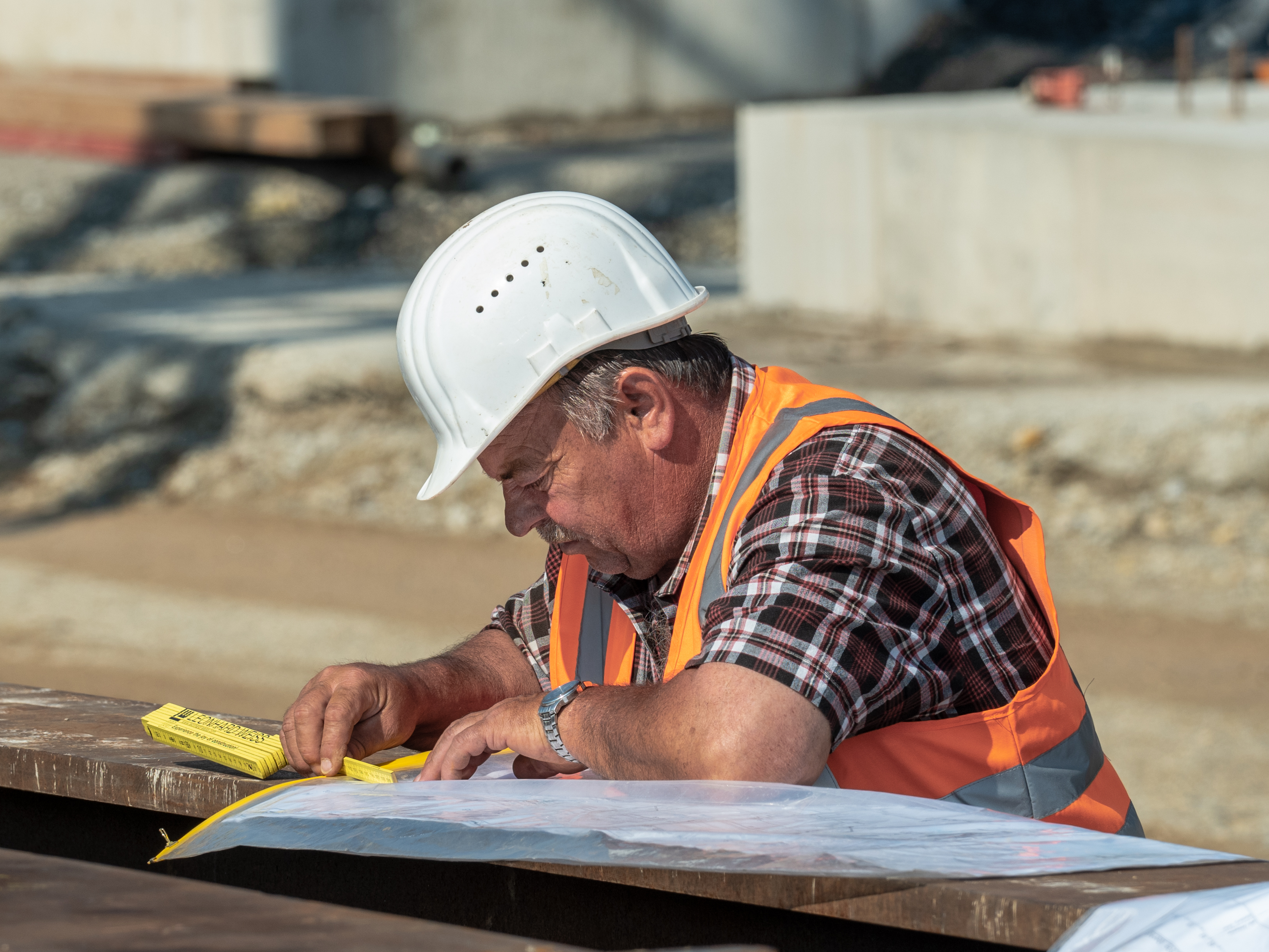
Obrero de la construcción en Alemania, uno de los países que más escasez de trabajadores sufre.

La escasez de trabajadores es la dificultad generalizada de las empresas de algún sector económico o de todo un territorio para contratar personal debido a que en el mercado laboral no existen suficientes personas capaces de cubrir sus vacantes o dispuestas a ello. También se denomina falta de mano de obra, falta de personal, falta de trabajadores, escasez de talento, escasez de mano de obra, escasez de oferta de mano de obra (expresión redundante, pero se emplea), falta de recursos humanos o falta de profesionales.
Debe distinguirse la escasez de trabajadores motivada por la falta de estos en el mercado (que la empresa quisiera resolver) de la deliberada escasez de efectivos o infradotación de efectivos (en inglés understaffing) en que la empresa (y a veces la Administración pública) intencionadamente no contrata a los trabajadores suficientes para prestar correctamente el servicio, cuando en el mercado laboral existen trabajadores a los que podría contratar. Este artículo se refiere solamente a la escasez de trabajadores.
La escasez de trabajadores solo se produce en la empresa privada, y no en la Administración pública, porque en las convocatorias de empleo público el número de demandantes, atraídos por la seguridad del puesto, supera considerablemente al número de plazas ofrecidas. Ayuda también que estas plazas tengan unos requisitos de conocimientos bastante constantes a lo largo del tiempo, lo que favorece que muchas personas se preparen concienzudamente para ocuparlas.
En cambio, los requisitos de conocimientos para ocupar muchos puestos de la empresa privada son muy variables, en muchas ocasiones difíciles de obtener (¿cómo se prepara alguien para ser matricero?) y no hay garantía de que, si una empresa ofrece determinadas vacantes en un momento específico, las seguirá ofreciendo después del tiempo que a alguien interesado en ellas, pero que no posee los conocimientos necesarios, le llevaría adquirirlos. De modo que, al revés de lo que pasa en el sector público, el número de estudiantes se reduce respecto a los que serían necesarios para cubrir las plazas del sector privado.
La falta de trabajadores es un importante problema económico porque las empresas que la sufren producen menos, generan menos riqueza y disminuyen a la vez la productividad y la innovación. Por otra parte es un problema que se contagia de país a país, porque la escasez de trabajadores cualificados en un país atrae a los de países limítrofes, sin llegar a resolver la escasez inicial, pero creándola en otras zonas. Según el experto del Banco Mundial Lant Pritchett, «el impacto de los cambios demográficos nos va a llevar a una escasez crónica de mano de obra».
Las nuevas tecnologías, por cada empleo que destruyen, crean entre 1,77 (informe de la Organización Internacional del Trabajo) y 4 puestos de trabajo (informe de Deloitte). Sin embargo ha de tenerse en cuenta que, en esta dinámica, "empleo" y "puesto de trabajo" no son iguales. Un empleo destruido significa que una persona real que lo realizaba se queda sin él. Mientras que, en esta situación de avance tecnológico, pueden crearse oportunidades para que una persona con determinados conocimientos obtenga un empleo. Pero si, por la razón que sea, no se consigue incorporar a dicha persona, ese "puesto de trabajo" queda vacante. Pueden no existir personas con los conocimientos, experiencia o localización adecuados para esos "puestos de trabajo" que se crean.

## Denominaciones en otros idiomas
En inglés se emplean las expresiones lack of workers, labour shortage o talent shortage, ninguna de las cuales tiene página en la Wikipedia inglesa. Solamente existe —en la página Shortage (escasez)— la breve sección Labour shortage, que se ha incorporado parcialmente, traducida, a esta página Escasez de trabajadores. 
Asimismo en español se emplean las expresiones déficit de habilidades, deficiencia de habilidades, escasez de habilidades brecha de habilidades o brecha de competencias, traducciones de la expresión inglesa skill gap o skills gap (también se emplea skill shortage o skill crisis). Esta es una manera indirecta de designar el problema, porque en realidad no faltan habilidades, sino trabajadores que tengan las habilidades que necesitan las empresas.
En inglés la página Skill gap redirige a Structural unemployment (Desempleo estructural). Se podría así suponer: 
- que el déficit de habilidades aboca al desempleo estructural; o
- que si no hay desempleo estructural no puede haber déficit de habilidades.

Pero ambas suposiciones son incorrectas, porque puede padecerse déficit de habilidades sin que ello conduzca al desempleo estructural, y una situación de pleno empleo técnico puede convivir con un elevado déficit de habilidades. El problema del déficit de habilidades no es solo que haya parados que lo padezcan y que, si lo resolvieran, podrían estar trabajando. También consiste en que hay trabajadores que lo sufren y que, si lo arreglaran, podrían tener mejores sueldos y hacer más productiva la economía de su país.
En alemán el fenómeno se denomina Arbeitskräftemangel, y tampoco tiene página en la Wikipedia alemana, a pesar de que en países germanoparlantes (Alemania, Austria y Suiza) es un fenómeno muy extendido, que está lastrando el crecimiento. Pero la escasez de trabajadores es un problema mundial: en julio de 2018 el 45 % de los directivos encontraba dificultades para cubrir las vacantes de su empresa, la cifra más alta en 12 años.

## Causas de la escasez de trabajadores
- Avance tecnológico acelerado, que demanda nuevos conocimientos en los que los trabajadores existentes no han sido todavía formados.[9]
- Desinterés por las carreras científicas.[25] A su vez este desinterés tiene sus raíces en: 
  - la organización del sistema educativo,
  - la valoración negativa de la ciencia,[26]
  - la creencia en que son difíciles,
  - la falta de orientación del alumnado,
  - la preferencia de las universidades privadas por ofrecer otras carreras,[27] y
  - la carencia de referentes (quienes se plantean estudiar estas carreras no conocen a nadie que las haya cursado).[28]
- Envejecimiento de la población,[29] debido a una tasa de fertilidad inferior a la tasa de sustitución (2 hijos por mujer).
- Falta de experiencia de los candidatos.[30]
- Poca oferta de formación en las especialidades que las empresas necesitan.[31]
- Escasa presencia femenina.[31]
- Salarios bajos o malas condiciones de trabajo -horarios extensos, trabajos duros, etcétera- en las zonas que sufren escasez y posibilidad de que los trabajadores cambien de trabajo o emigren a zonas con mejores sueldos y mejores condiciones laborales.[7][32]

## Efectos
- Limitación del crecimiento de los sectores que sufren la falta de mano de obra.[14]
- Estrangulamiento del crecimiento del PIB.[23]
- Dificultades para un sistema de pensiones de reparto.[33]
- Crecimiento de la desigualdad entre los trabajadores que escasean (normalmente los cualificados) y el resto.[34]
- Aumento de los costes y de los plazos de ejecución.[35]
- Aumento del gasto en capital de las empresas para contrarrestar la escasez de mano de obra.
- Emigración de empresas que necesitan trabajadores de países donde faltan a otros donde hay suficientes.[36]
- Quiebra de empresas.[37]

## Posibles remedios
- Admitir más inmigración.[1][29]
- Retrasar la edad de jubilación, aunque esto solo sería una solución temporal.[29]
- Fomento de la natalidad.[33][38]
- Potenciar la  formación profesional.[39]
- Obligar a las universidades, públicas y privadas, a ofrecer un porcentaje determinado de las carreras que hacen falta.[27]
- Que las empresas inviertan en formación.[40]
- Que las empresas compartan trabajadores con determinados conocimientos.[40]
- Reclutamiento directo de las empresas en los centros educativos antes de que los trabajadores salgan al mercado laboral.[30]
- Campañas de concienciación complementadas con becas: tras una de estas campañas los estudiantes matriculados en el Programa de Ingeniería de Sistemas y Computación de la Universidad de los Andes (Colombia) aumentaron de 330 en 2013 a 814 en 2019.[41]
- Colaboración de las empresas con el sistema educativo.[42]
- Partenariados mundiales de capacidades: países con necesidad de trabajadores en un sector (por ejemplo enfermería) admitirían estudiantes extranjeros de ese sector, los formarían y emplearían temporalmente.[43]
- Mejorar los salarios y las condiciones de trabajo (por ejemplo reduciendo las jornadas extensas) con el objeto de atraer a trabajadores de otros países o sectores así como de incorporar a parte de la población activa que no trabaja por las malas condiciones salariales y laborales.[32]
- Reincorporar a los trabajadores desanimados.

## Traducción de la secciónLabour shortageen la páginaShortage
En su definición más estrecha, la escasez de mano de obra es una situación económica en la que los empleadores creen que hay un número insuficiente de candidatos cualificados para cubrir las vacantes por las que se ofrece un salario que es principalmente determinado por dichos empleadores. A tal situación los economistas se refieren a veces como "una insuficiencia en la fuerza de trabajo". Una población envejecida, una población activa decreciente y una caída en los nacimientos pueden disminuir el crecimiento económico de EE. UU. por varias décadas, por ejemplo.

### Factores salariales
Los niveles salariales se han sugerido como método para medir la escasez de trabajadores. Sin embargo eso no casa a menudo con la percepción común de la gente. Por ejemplo, si únicamente los salarios son la mejor medida de las diferentes escaseces de trabajadores en los distintos sectores económicos, entonces esto implicaría que se deberían importar médicos, y no jornaleros, porque los médicos son mucho más caros. Sin embargo hay límites institucionalmente impuestos al número de personas que obtienen el título de Medicina. Si no se permitiera que jornaleros inmigrantes entraran en un país, los salarios agrícolas podrían subir, pero probablemente no lo suficiente para aproximarse a los sueldos de los médicos.

## Escasez de trabajadores por países

### Alemania
Con pleno empleo técnico (desempleo de 3,6 %), en abril de 2018 había más de un millón de vacantes en Alemania (según la definición de Eurostat, una vacante es un puesto de trabajo que no está ocupado, que está a punto de ser creado, que se acaba de crear o que va a quedar vacío muy próximamente). Esta escasez podría reducir el crecimiento potencial de la economía del 1,3 al 0,7 %. Existe una tarjeta azul (similar a la Green Card estadounidense) que permite residir permanentemente a trabajadores cualificados de otros países, pero se utiliza poco. La falta de trabajadores es el primer problema para los empresarios germanos. Al 56 % de las empresas les falta mano de obra. En diciembre de 2018 se empezó a tramitar legislación para permitir más inmigración, pese a que allí es un asunto políticamente muy sensible. En diciembre de 2019 el número de puestos de trabajo sin cubrir se estima en 1,4 millones.

### América Latina
Se considera la región del mundo con mayor escasez de trabajadores cualificados: el 50 % de las empresas no encuentran candidatos adecuados para sus vacantes. Es una de las razones por las que la mayoría de los países de la región no logran salir de la trampa del ingreso medio y convertirse en países de altos ingresos.

### Australia
El mayor país de Oceanía padece una permanente escasez de trabajadores al menos desde 2004, que alivia con inmigración. La cuota migratoria anual, en torno a las 100 000 personas, es objeto de encendido debate político.

### Canadá
En diciembre de 2018 registró su menor tasa de desempleo (5,6 %) en 42 años. En ese mes las vacantes se cifraban en 430 000. Casi 4 de cada 10 pymes canadienses encuentran dificultades para contratar.

### Dinamarca
En febrero de 2017 la oposición danesa propuso abrir oficinas de empleo (donde normalmente acuden los parados para encontrar trabajo) en España, Italia y Francia, ya que en Dinamarca no quedaban desempleados y las empresas danesas necesitaban personal. El ministro de trabajo danés rechazó la idea.

### España
Pese a que en España persiste un alto nivel de desempleo (3 289 040 personas a 5 de marzo de 2019, el 14,5 % de la población activa) se considera que faltan trabajadores, especialmente en el sector tecnológico, pero también en el de la construcción y otros. En marzo de 2018 se estimaba que 350 000 puestos de tecnologías de la información y la comunicación (TIC) se encontraban sin cubrir en España debido a la falta de trabajadores cualificados. Entre 2018 y 2026 se calcula que España necesitará 1,6 millones de técnicos adicionales. El presidente del Instituto de Empresa Familiar declaró en junio de 2019 que «en un país con uno de los niveles de desempleo más altos de Europa... las empresas tienen a menudo serias dificultades para encontrar personal cualificado».  Eso sí, se dan experiencias individuales contrarias a este panorama general.

### Estados Unidos
La escasez de trabajadores es el mayor reto al que se enfrenta la economía norteamericana, porque se teme que eleve los salarios, con ellos la inflación, se tengan que subir los tipos de interés para contenerla, y se frene el crecimiento económico. El desempleo alcanzó en julio de 2018 el mínimo histórico del 4 %. El 52 % de los estadounidenses no posee todas las habilidades que les requieren para un nuevo empleo, y a su vez el 83 % de las empresas encuentra dificultades para cubrir vacantes. Según Moody's faltan 6,7 millones de empleados cualificados. En septiembre de 2018 había 7 millones de vacantes.

### Japón
En 2017 el Ministerio de Trabajo japonés calculó que faltaban 1,21 millones de trabajadores. Se estima que en 2030 habrá un déficit de 6,44 millones de trabajadores. En 2018 la escasez de mano de obra alcanzó un máximo de 45 años, con 161 vacantes posibles para cada 100 personas que buscaban empleo. Buena parte de las empresas que quiebran lo hacen por este motivo. En abril de 2019 está previsto que se ponga en marcha un programa para permitir la entrada temporal (máximo 5 años) de 345.000 trabajadores extranjeros, que no podrán traer a sus familias ni trabajar fuera de las áreas preestablecidas.

### México
La escasez de trabajadores en México es un problema que afecta a diversos sectores económicos debido a factores como la migración laboral, la falta de mano de obra calificada y las condiciones salariales. Esta situación ha llevado a dificultades para cubrir vacantes en industrias clave, lo que impacta la productividad y el crecimiento económico del país. Algunas causas son: migración por las oportunidades en el extranjero, falta de capacitación, condiciones laborales desventajosas.

### Reino Unido
Ya en 2015 un tercio de los empleadores tenía que subir el salario de entrada ante la dificultad de encontrar trabajadores cualificados. El problema se agudizaba en enseñanza y enfermería. El Brexit ha acentuado esta tendencia, pues genera incertidumbre en los trabajadores de la UE respecto a su situación futura. El 81 % de las fábricas y el 70 % de los servicios experimenta dificultades para contratar.

### República Checa
La República Checa sufre una fuerte falta de trabajadores autóctonos, especialmente en bares y restaurantes, lo que obliga a los empresarios a contratar a extranjeros, pese a lo cual hay vacantes que permanecen años sin cubrir. Solo el 15 % de los nuevos trabajadores está cualificado.

### Rusia
En 2025 la economía Rusa se encuentra amenazada de recesión por, entre otras causas, la escasez de trabajadores. En 2023 se cifraba el déficit entre 2 y 4,8 millones de trabajadores. Se prevé que en 2030 falten más de 10 millones. La guerra de agresión contra Ucrania ha provocado que muchos jóvenes se marchen del país, y enviado al frente a muchos otros. Esta escasez ha disparado los salarios y provocado un aumento de la inflación.

### Suiza
Con solo un 3 % de desempleo, y considerado friccional (compuesto en buena parte por personas que en realidad están cambiando de trabajo), Suiza encuentra graves dificultades para cubrir sus vacantes. La tasa de actividad, del 80 %, es de las mayores de Europa. Se teme que el envejecimiento de la población agudice el problema.

## Guerra por el talento
La escasez de trabajadores de determinados perfiles ha propiciado que las empresas compitan entre sí para atraer y retener a los pocos disponibles, ofreciéndoles mejores salarios, conciliación de la vida familiar y laboral, teletrabajo y otras ventajas. Se considera que los factores que atraen talento a un país o región son la calidad de vida, el clima, la atención sanitaria, la seguridad y un ambiente social hospitalario. Esta batalla por el talento se libra en cuatro campos: generarlo, atraerlo, aumentarlo y retenerlo. Se observa una correlación entre la capacidad de las regiones para atraer talento y el crecimiento de su PIB. El índice de talento mundial, elaborado por la escuela de negocios IMD y que ordena 63 países según su capacidad para atraer talento, sitúa en los primeros puestos a Suiza, Dinamarca y Noruega. El Índice de competitividad por el talento mundial (GTCI por sus siglas en inglés), elaborado por la empresa de trabajo temporal Adecco y la escuela de negocios Insead, arroja resultados similares.